# SLA Industries
SLA Industries ist ein Science-Fiction-Rollenspiel in einer entfernten Zukunft, in der sich ein einziger großer Konzern an die Spitze der Menschheit im All gestellt hat.

## Inhalt und Regeln
Die Spieler verkörpern Operatives, Mitarbeiter dieser Firma und machen die häufig gewalttätige „Drecksarbeit“ des Konzerns. Hierin ähnelt SLA Industries dem Spiel Shadowrun, jedoch übernehmen die Spieler hier den Part der „anderen Seite“. Eine weitere Besonderheit ist die Rolle der Medien. Die Aktionen der Operatives werden häufig im Fernsehprogramm ausgestrahlt und müssen daher oft medienwirksam inszeniert werden, um Prestige, mehr Geld und eine höhere Sicherheitsstufe im Konzern zu erringen. Dies wird beispielsweise dadurch unterstützt, dass die Kosten für Munition sehr hoch ausfallen, so dass der fernsehträchtigere Nahkampf gefördert wird.
Daneben zeichnet sich SLA Industries durch die sogenannte 'Truth' aus. Der Konzern und die ganze Spielwelt wird von einem dunklen Geheimnis überlagert, das die Spieler nur sehr langsam und verwirrend entlüften. Dies wird durch eine starke Konkurrenz der einzelnen Bereiche des Konzerns und mächtigen Geheimdiensten und Kontrollinstanzen befördert sowie durch oftmals unbekannte Motivationen hinter den einzelnen Aufträgen.

## Material und Entwicklung
Das Rollenspiel wurde erstmals 1993 von Nightfall Games in Glasgow, Schottland herausgegeben. Bisher ist es nur auf Englisch auch bei den Verlagen Hogshead Publishing und auch Wizards of the Coast erschienen. Seit Anfang 2011 wird das System von Nightfall Games weiterproduziert und es erscheinen Data Packets, regelmäßige kleinere und günstige PDF-Produkte. Ebenfalls sind neue Quellenbücher angekündigt.